# Lutz Häfner

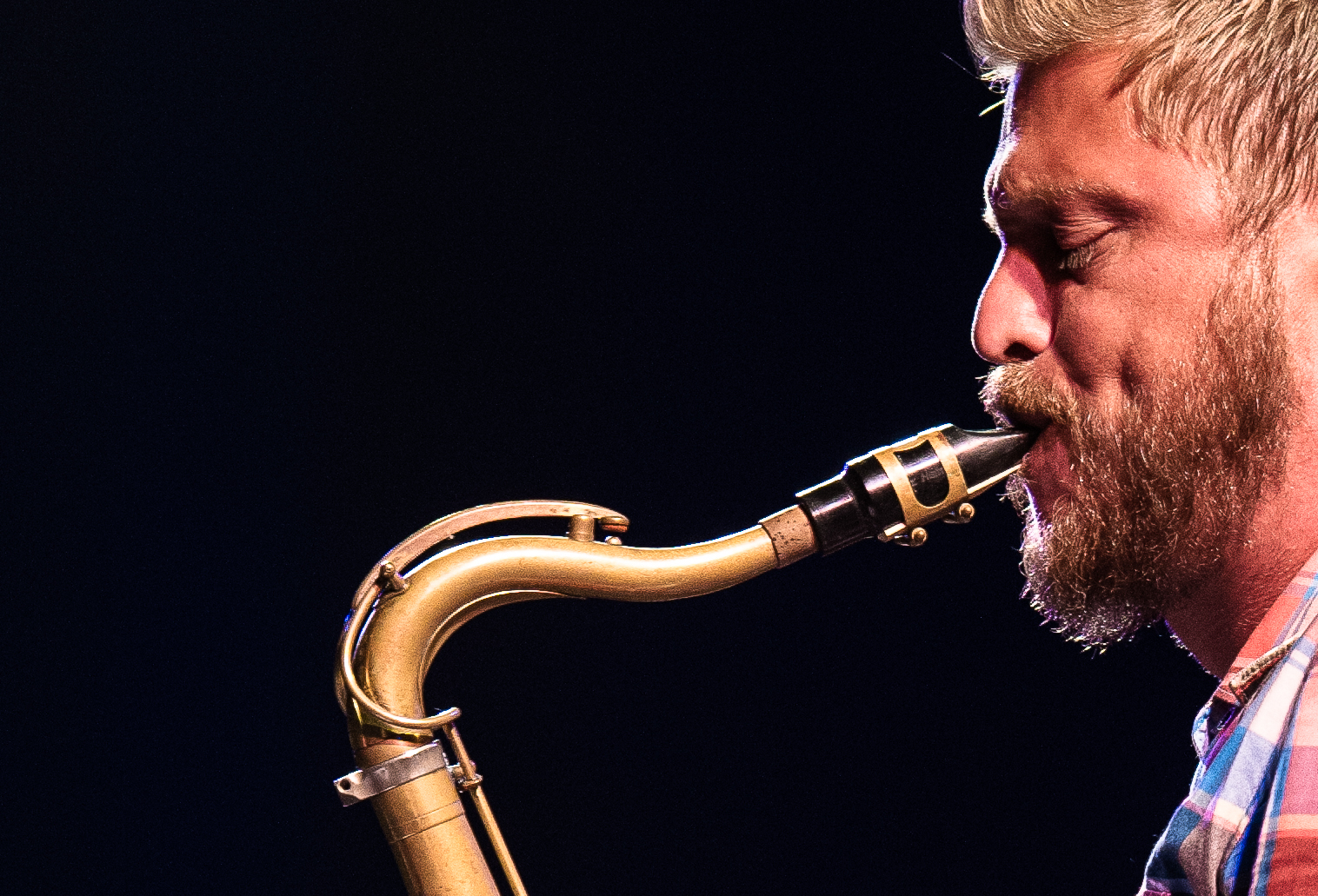
Lutz Häfner (Jazz im Palmengarten, 2015)

Lutz Häfner (* 1972 in Nürnberg) ist ein deutscher Jazzmusiker (Tenor- und Sopransaxophon, Klarinetten).

## Leben und Wirken
Häfner begann als Schüler auf dem Sigena-Gymnasium seiner Heimatstadt mit dem Saxophon-Spiel und begeisterte sich zunächst für Jazzrock. Nach dem Abitur studierte er zwei Semester Betriebswirtschaftslehre, um sich dann für eine Musikerlaufbahn zu entscheiden. Von 1992 bis 1994 studierte er an der Musikhochschule Mannheim, um dann bis 1996 seine Ausbildung am Hermann-Zilcher-Konservatorium Würzburg fortzusetzen. Im Jahr 2000 beendete er seine Studien an der Musikhochschule Köln.
Von 1995 bis 1997 gehörte er zum Bundesjugendjazzorchester unter Peter Herbolzheimer, 1995 zum deutsch-französischen Jazzensemble von Albert Mangelsdorff. Im Sunday Night Orchestra war er seit dessen Anfängen Mitglied und auch an dessen Produktion mit Maria Schneider beteiligt. Weiterhin spielte er bei der Conexion Latina (Mambo Nights). Bereits 1996 trat er erstmals auf dem Festival Jazz Ost-West auf, um dann auch auf Festivals in Bilbao und New York City aufzutreten.
In seinen eigenen Gruppen fungiert Häfner auch als Komponist und legte diverse Alben vor, darunter die Trio-CD RAL 3 (2011) mit brasilianisch inspirierten Stücken und mit Pianist Rainer Böhm das Duo-Album Deep (2012). Gemeinsam mit Markus Harm bildete er das Quartett TwoTwo. Auch war er an Alben von Torsten Goods, Till Brönner, Joo Kraus, Adrian Mears und Andreas Feith beteiligt, war mit Chuck Leavell, Ron Spielmann und den Fantastischen Vier auf Tournee und wirkte als Studiomusiker für Tony Marshall, Sarah Connor oder die Strike Boys. Als Arrangeur und Produzent arbeitete er auch für Roger Cicero (In diesem Moment), Max Herre oder Die Fantastischen Vier. Zum Wintersemester 2012 wurde er als Professor für Jazz-Saxophon an der Hochschule der Künste Bern berufen.

## Preise und Auszeichnungen
Häfner war 1998 Finalist der European Jazz Competition. Weiterhin erhielt er den Internationalen Jazzpreis der Nürnberger Nachrichten (1999) und den MDR-Kulturpreis. 2013 wurde er als Saxophonist mit dem ECHO Jazz ausgezeichnet.

## Diskographische Hinweise
- Lutz Häfner feat. Joey Calderazzo, Mike Richmond & Billy Hart (Mons Records 1997)
- Things & Thoughts with Tim Hagans (Mons Records 1999, mit Dejan Terzic, Michael Flügel, Markus Schieferdecker)
- Way In Way Out (Jazz4Ever Records 2002, mit Johannes Enders, Hendrik Smock, Markus Schieferdecker)
- Bar Talk with Bela (C.A.R.E. 2011, mit Scott Colley, Adam Rogers, Rainer Böhm, Billy McCaslin, Jochen Rückert)
- No Lonely Nights (C.A.R.E. 2016, mit Rainer Böhm, Cornelius Boensch, Veronika Zucker, Irene Von Fritsch und Gernot Nutzenberger)
- TwoTwo: Sweet & Sour (Rosenau Records, 2020, mit Markus Harm, Jens Loh, Philipp Leibundgut)